# گنبد چهار درون
گنبد چهار درون مربوط به دوره پهلوی اول است و در کرمان، میدان مشتاق، خیابان انقلاب اسلامی، جنب کوچه شماره ۱، پارک انقلاب واقع شده و این اثر در تاریخ ۷ اسفند ۱۳۸۶ با شمارهٔ ثبت ۲۱۴۹۵ به‌عنوان یکی از آثار ملی ایران به ثبت رسیده است.